# 工藤晴香
工藤 晴香（くどう はるか, 1989年3月16日生まれ）は、日本の女性声優、歌手。現在はフリーで活動中。大阪府出身。

## 略歴
小さい頃は、漫画は好きで、『りぼん』などは毎月買っていた。絵を描くのも好きで、友人と一緒に少女漫画のような絵などを描いて遊んでいた。小学校5〜6年生くらいに、自分たちで描いていた絵をホチキスで留めて遊んでいたという。
幼少の頃に抱いていた夢は漫画家で、弟がいるため、『週刊少年ジャンプ』の連載漫画作品などの少年漫画も読んでいたという。
元々中学1年生の頃から、『CUTiE』等の雑誌の読者モデルを務めていた頃、中学3年生の頃、当時のトップコートの担当マネージャーが雑誌に載っていた彼女の写真を見て惚れ込みスカウト。その後、トップコートに所属、2003年6号にてファッション雑誌『Seventeen』（集英社）の専属モデルとしてデビュー。2007年15号の卒業まで同誌『Seventeen』の専属モデルを務めた。
当時の事務所の方針は女優を目指すところであり、映画のオーディションを色々受けていたが、なかなか縁がなかった。「今後どういう仕事がしたいの？」と聞かれていた時にアニメ、漫画が好きだったことから、漠然と「そういう仕事がしたい」と言っていた。モデルの仕事をしていた時から「漫画が好き」と周囲に言っており、好きなアニメ、映画を紹介したいことから「そういう仕事がないかな？」と思ってた。その中で、当時のマネージャーがアニメの声優オーディションを持ってきてくれたことで声優としての活動を始める。
2005年にテレビアニメ『ハチミツとクローバー』の花本はぐみ役で声優デビュー。以前から同作品の原作漫画の読者であり、オーディションに受かった時は驚いたという。
大学進学を機に芸能活動から離れ、2007年9月末日にトップコートとの契約が満了。その後本格的に声優の仕事を始め、2011年よりシグマ・セブンeに所属。
2014年8月、シグマ・セブンeを退所しフリーとなる。
2016年10月よりELBS Entertainmentに所属。
2017年5月1日、自身の公式ブログにおいてエースクルー・エンタテインメントへ移籍することを発表した。
2018年11月30日、公式ファンクラブ「KDHR Apartment」を発足した。
2020年、第14回声優アワードにて「Roselia」として歌唱賞を受賞。
同年、3月25日、ミニアルバム「KDHR」で日本クラウンよりソロアーティストとしてメジャーデビューした。
2021年
3月14日 KT Zepp Yokohamaで、初のワンマンライブ「MUSIKDHR ～Adventure of My Tape～」を開催した。。
同年、1stシングル「Under the Sun」を7月7日にリリース 。
2022年
工藤晴香1stフルアルバム「流星列車」を3月30日にリリース 。
2023年
2023年3月4日の京都公演を皮切りに、大阪、愛知、静岡、埼玉、宮城、北海道、岡山、福岡、神奈川の全国10都市でライブツアー「KD-HRColoful Orchestra Tour」を開催。ツアーファイナルは4月15日、神奈川・横浜Bay Hallで行われた。
2025年
2025年3月31日をもって契約期間満了により事務所エースクルー・エンタテインメントを退所。4月1日からはフリーで活動。
同年、8月2日北京にて初海外ファンミーティングを開催した。

## 人物
特技はイラスト。
好きなギタリストにNirvanaのカート・コバーン、X JAPANのHIDEをあげている。また、Nine Inch Nails、Bring Me The Horizon、LUNA SEAなどのファンである。

## 出演
太字はメインキャラクター。

### テレビアニメ
2005年
- ノエイン もうひとりの君へ（上乃木ハルカ）
- ハチミツとクローバー（2005年 - 2006年、花本はぐみ） - 2シリーズ

2006年
- DEATH NOTE（2006年 - 2007年、夜神粧裕） - 「D/N攻略マニュアル」で顔出し出演もしている。

2007年
- それいけ!アンパンマン（2007年 - 2024年、ポッポちゃん〈2代目〉、チビいろえんぴつ（赤）〈2代目〉、フーちゃん〈4代目〉、ネコ美）
- シュガーバニーズ（2007年 - 2008年、子供）- 3シリーズ
- のだめカンタービレ（ごろ太）

2008年
- RD 潜脳調査室（フレンドアバター）

2011年
- 君に届け 2ND SEASON（西川侑子、女子生徒）
- ジュエルペット サンシャイン（フカエット）
- SKET DANCE（抹茶あずきーな、クミコ、エミ）
- 世界一初恋（アシスタント） - 2シリーズ
- デュエル・マスターズ クロスショック（ピース・ルピア）

2012年
- 新世界より（伊東守〈12歳〉）
- 好きっていいなよ。（女子生徒）
- 戦国コレクション（“識神”平賀源内）
- HUNTER×HUNTER（第2作）（ポンズ）

2013年
- 凪のあすから（山咲麻奈）
- リトルバスターズ! 〜Refrain〜（子供A）
- 私がモテないのはどう考えてもお前らが悪い!（女子生徒）

2014年
- おしりかじり虫（カプミ）
- カードファイト!! ヴァンガードGシリーズ（2014年 - 2018年、下級生、少年A、綺場シオン〈幼少期〉、女子中学生、子供A、弓月ルーナ） - 5シリーズ
- 寄生獣 セイの格率（2014年 - 2015年、OL、女子大生）
- キャプテン・アース（セツナ）
- それでも世界は美しい（幼いリビ）

2015年
- うさぎのモフィ（ソラ）
- クレヨンしんちゃん（美女B）

2016年
- 虹色デイズ（参拝客、キャスター）
- 文豪ストレイドッグス（2016年 - 2019年、夢野久作） - 2シリーズ

2017年
- BanG Dream!（2017年 - 2022年、氷川紗夜） - 3シリーズ + 1作品

2018年
- BanG Dream! ガルパ☆ピコ（2018年 - 2021年、氷川紗夜） - 3シリーズ

2022年
- とーがね!おまつり部（栃野みのり）

2024年
- とーがね!クロニクル（栃野みのり）

### 劇場アニメ
- BanG Dream! FILM LIVE / 2nd Stage（2019年 - 2021年、氷川紗夜[37][38]） - 2作品[一覧 8]
- 劇場版 BanG Dream! Episode of Roselia（2021年、氷川紗夜[39]） - 2部作[一覧 9]
- 劇場版 BanG Dream! ぽっぴん'どりーむ!（2022年、氷川紗夜）
- 劇場版 美少女戦士セーラームーンCosmos（2023年、セーラーヘヴィメタルパピヨン[40]） - 前後編
- 人造魔法少女カイニ（2023年、カイニ[41]）
- それいけ!アンパンマン　チャポンのヒーロー!（2025年、ポッポちゃん[42]）

### OVA
- ブラック・ジャック FINAL（2011年、幼女、女の子）
- 姫ギャル♥パラダイス（2011年、ゆみか）
- コードギアス 亡国のアキト（2015年 - 2016年、時空の管理者）

### Webアニメ
- 少女☆寸劇 オールスタァライト（2019年、鶴姫やちよ[43]）

### ゲーム
2006年
- テイルズ オブ ザ ワールド レディアント マイソロジー（カノンノ）

2008年
- スカイ・クロラ イノセン・テイセス（織科真海）

2011年
- テイルズ オブ ザ ワールド レディアント マイソロジー3（パスカ・カノンノ）

2015年
- ヴァリアントナイツ（エーデル＝ホーエンハイム）
- うさぎのモフィ そらとぶワタ農園のひみつ（ソラ）
- キャプテン・アース Mind Labyrinth（セツナ）
- 最胸伝奇 パイ遊記（牛魔王）

2017年
- バンドリ! ガールズバンドパーティ!（2017年 - 2023年、氷川紗夜）

2018年
- テイルズ オブ ザ レイズ（パスカ・カノンノ）
- 少女☆歌劇 レヴュースタァライト -Re LIVE-（2018年 - 2023年、鶴姫やちよ）

2020年
- デスティニーチャイルド（ラッフルズ）
- ロストディケイド（氷川紗夜）

2022年
- ブラウンダスト（マドレーヌ）

2023年
- リバース：1999（メスメル・Jr）

2025年
- ROAD59 -新時代任侠区- 摩天楼モノクロ抗争（柊蓮花）

### メディアミックスプロジェクト
- Re:CRESCENDO！（2025年、錫川凪咲[54]）

### ドラマCD
- とある魔術の禁書目録II アーカイブス（2011年、須加井アリス）
- 南鎌倉高校女子自転車部（2014年、舞春ひろみ[55]） - 単行本第5、6巻ドラマCD付き初回限定版

### ムービーコミック
- 池袋ウエストゲートパーク（中村理香）
- ピーチガール（柏木さえ）

### テレビドラマ
- のだめカンタービレ 第4話 劇中アニメ「プリごろ太 宇宙の友情大冒険」（2006年） - ごろ太 役
- ヒミツの花園 第7話（2007年）
- スーパーサラリーマン左江内氏 第5話（2018年）

### 映画
- 笑う大天使（2006年）杏里 役
- だめんずうぉ〜か〜 THE MOVIE パッション編（2018年） - 杏奈役

### 舞台・朗読劇
- 声の優れた俳優によるドラマリーディング 日本文学名作選 第六弾『舞姫事件ー鴎外輪舞曲ー』（2018年4月10日、紀伊國屋サザンシアター TAKASHIMAYA[56]）
- 声のプロフェッショナルが奏でるリーディングシェイクスピア『マクベス』（2020年12月4日、池袋サンシャイン劇場） - マクベス夫人 役 他[57]
- ROAD59 -新時代任侠特区-（2020年12月24日 - 27日、なかのZERO 大ホール） - 柊蓮花　役[58]
- リーディングシアターVol.2「RAMPO in the DARK『断崖』『百面相役者』『お勢登場』」（2022年6月12日、神田明神ホール[59]）
- 少女☆歌劇 レヴュースタァライト -The LIVE エーデル- Delight（2022年2月18日 - 27日、天王洲 銀河劇場） - 鶴姫やちよ 役[60]
  - 少女☆歌劇レヴュースタァライト　シークフェルト流伝説のしごき-TALK＆LIVE-（2022年7月10日、飛行船シアター）[61]
  - 少女☆歌劇 レヴュースタァライト -Re LIVE- Reading Theatre 第三弾「ロイヤルリテイナー」（2023年4月1日 - 2日、科学技術館　サイエンスホール）[62]
  - 少女☆歌劇 レヴュースタァライト -The STAGE 中等部- Rebellion（2023年6月7日 - 12日、飛行船シアター）[63]
  - 少女☆歌劇レヴュースタァライト -Edel Bühne- ～朗読劇 エリュシオン 神世の章～（2024年4月27日 - 28日、Theater Mixa（シアターミクサ））[64]
- 工藤晴香『キミは花束、ボクはラフマニノフ』（2022年07月24日、Sunday.音の本棚[65]）
- 『東金とーがね！おまつり部まつり』トーク＆ミニライブ（2022年12月6日、千葉県東金市にある中央公園[66]）
- 江戸川乱歩朗読劇 幻調乱歩2『自決スル幼魚永久機関』（2023年9月30日、イイノホール） - シャオリン 役[67]
- らぶフォー the stage -DIVINE 爆誕！-（2023年12月21日 - 25日、こくみん共済 coop ホール/スペース・ゼロ） - 最上晴 役[68]
- ネコたん！〜猫町怪異奇譚〜（2024年5月13日、あうるすぽっと） - 財部梨杏 役[69]
- LIAR GAME murder mystery『爆発廃工場 〜犯人の挑戦状〜』『首切りホテル 〜最後の夜宴〜』（2024年6月13日、飛行船シアター）[70]
- 江戸川乱歩朗読劇 幻調乱歩3『東京ニュートロン曠野』（2024年9月7日、イイノホール）[71]
- 超ハジケステージ☆ボボボーボ・ボーボボ（2024年10月23日 - 10月31日、シアター1010） - ビュティ 役[72]
- 少女☆歌劇レヴュースタァライト　スタァライトSPECIAL３DAYS！！！（2024年12月22日、東京建物 Brillia HALL（豊島区立芸術文化劇場））[73]
- 江戸川乱歩朗読劇『幻調乱歩大系』（2025年3月6日 - 9日、草月ホール）[74]
- ネコたん！～猫町怪異奇譚～ （2025年7月9日、科学技術館 サイエンスホール)[75]
- 『少女☆歌劇レヴュースタァライト -Edel Bühne-＆Live ～麗しき獣とワルツを～』（2025年7月12日 - 13日、飛行船シアター）[76]
- 江戸川乱歩朗読劇 幻調乱歩4「夜明けに怯える怪奇城」（2025年8月30日 - 9月1日、イイノホール）※出演は8月31日のみ[77]

### 広告媒体
- プーマの広告モデルとして世界デビューを果たす。
  - イタリア・スペイン・ドイツ・イギリス・アメリカの5カ国
- NTT Docomo プッシュトーク「キラキラ大作戦」（2006年12月 - ）
- 2weekアキュビュー（コンタクト）パンフレット（浅木一華とともに）

### ラジオ
※はインターネット配信。
- 工藤晴香のヘビーPOPコミック!（2005年 - 2006年、文化放送）
- ノエインステーション ネットの向こうの君へ（2005年 - 2006年、メディファクラジオ※・TE-A room※）
- 週刊少年ジャンプインターネットラジオ ジャンプ魂○○ラジオ
- RoseliaのRADIO SHOUT!（2017年 - 、HiBiKi Radio Station※）[78]
- 秦佐和子と工藤晴香の明神わいふぁい!ラジオ（2018年、超!A&G+※）[79]
- ブシロードpresents 秦佐和子と工藤晴香のミュージックパーティ!（2019年 - 、超!A&G+※・AG-ON Premium※）[80]
- シークフェルトのえ〜でるラジオ（2019年 - 2023年、HiBiKi Radio Station※）
- 超!A&G+マンスリースペシャル 工藤晴香THE MOVIE（超!A&G+、2021年7月※）
- 少女☆歌劇 レヴュースタァライト presents オールスタァラジオ（2023年8月28日 - 、HiBiKi Radio Station※）

### テレビ番組
※はインターネット配信。
- 関口さんII（テレビ埼玉）
- 桜塚ヤンキース（テレビ埼玉 他、全国9局）
- ウチスタコレクション（フジテレビ）
- サタデーヴァンガード1030（BSジャパン、2015年10月3日 - 2016年3月26日 MC）
- 月刊ブシロードTV（TOKYO MX）コーナーレギュラー
- バンドリ!TV（TOKYO MX、2018年4月5日）コーナーレギュラー
- musicるTV（テレビ朝日、2020年5月5日、2021年7月27日）
- バズリズム02（日本テレビ、2020年9月19日）
- Artist#18File（TOKYO MX、2020年10月6日 - ※2020年11月からはナレーションを担当）

### インターネット番組
- 工藤晴香の「くどはるスタジオ」（USENチャンネル）
- 晴れた月の夜は（ニコニコチャンネルプラス、2022年12月27日 - ※LUNA SEAのドラマー真矢とのダブルMC）

### CM
- 旨もろこし（ハウス食品）
- 城南予備校
- 日進レンタカー（TOKYO MXのみ、11月 -）
- NTTドコモ プッシュトーク「キラキラ大作戦」

### ナレーション
- りんご丸（長野朝日放送マスコットキャラクター）
- テイルズ オブ ザ ワールド レディアント マイソロジー（CMナレーション）
- 僕たちは森のことをどこまで知っているのか話すテレビ（BSフジ ボイスオーバー）
- Feminine Cafe（Feminine Cafe presents Sound of Styling 放送ナビゲーター）
- バナナマンのドライブスリー（テレビ朝日、2020年2月18日）
- かまいガチ（テレビ朝日、2022年2月4日）
- 私と街たち(ほぼ自伝) (吉本ばなな、2023年3月31日)

### ファッション・コラボレーション
- 【限定グッズ！】工藤晴香限定コラボアパレル発売決定！！【宇宙の日】 (ヴィレッジヴァンガード、2018年9月12日) [81]
- 工藤晴香×ゲキクロ×KAVANE clothingコラボ (ゲキクロ×KAVANE clothing、2018年11月30日) [82]
- 工藤晴香コラボ企画！！コラボリュック(LIVERTINE AGE、2019年1月22日) [83]
- 工藤晴香×激ロック×ゲキクロ×人気ブランド"DI:VISION"コラボ・アイテム完成！(激ロック×ゲキクロ×"DI:VISION"、2020年12月10日) [84]
- OF BY FOR 工藤晴香さん監修 オリジナル商品(OF BY FOR、2025年7月8日) [85]

### その他の出演・ゲスト回
- 笑アニさまがやってくる! (NHK、2019年8月12日) [86]
- マンガドア「バンドリ! ガールズバンドパーティ! Roselia Stage」（2021年、氷川紗夜)[87]
- マーベル、 スター・ウォーズ声優大集合！ディズニープラスに楽しさプラス！ゲスト回(ディズニープラス公式、2021年4月25日) [88]
- 中島由貴のふたりげーむ 特番「よにんげーむ 浴衣祭」 (2021年7月18日)　[89]
- 中島由貴のふたりげーむ 第18回 (2021年11月16日) [90]
- 【伊東健人＆工藤晴香】ディズニーゲームを紹介！ ゲストMC回(ディズニーゲーム公式チャンネル、2021年12月9日) [91]
- アニソン神曲カバーでしょdeショー‼︎ ゲスト回(テレビ朝日、2022年1月1日) [92]
- マジネタ２ON LINE (mahocast、2022年04月23日) [93]
- 中島由貴とミライアカリの女子会ですが(BS日テレ、2022年5月1日) [94]
- 【アイオーゲーミング祭り！DAY1】Roseliaと桃鉄三昧【出演：NoGoD団長、相羽あいな、工藤晴香】ゲスト回(IODATA 公式、2022年5月9日) [95]
- オーイシ×仲村の想い出アニソン同好会(ファミリー劇場CLUB、2022年6月2日) [96]
- 中島由貴のふたりげーむ 特番「よにんげーむ 浴衣祭'22」 (2022年7月16日) [97]
- 中島由貴のふたりげーむ 特番「ごにんげーむ」 (2022年10月1日) [98]
- 鷲崎健のアコギFUN！クラブ ＃75(ニコニコチャンネル、2023年6月16日) [99]
- それいけ！カラすな部(BS日テレ、2023年9月18日)  [100]
- いらっしゃいま声優ATM 第15弾 (ローソン銀行、2024年7月8日) [101]
- あにそんボーカル (LIVE DAM AiRコンテンツ、2025年2月3日) [102]

## ディスコグラフィ

### シングル
|            | 発売日       | タイトル      | 規格品番   | 規格品番   | オリコン最高位 |
| 初回限定盤 | 発売日       | タイトル      | 通常盤     |            | オリコン最高位 |
| ---------- | ------------ | ------------- | ---------- | ---------- | -------------- |
| 1st        | 2021年7月7日 | Under the Sun | CRCP-10464 | CRCP-10465 | 20位           |

### アルバム

#### オリジナルアルバム
|            | 発売日        | タイトル              | 規格品番   | 規格品番   | オリコン最高位 |
| 初回限定盤 | 発売日        | タイトル              | 通常盤     |            | オリコン最高位 |
| ---------- | ------------- | --------------------- | ---------- | ---------- | -------------- |
| 1st        | 2022年3月30日 | 流星列車              | CRCP-40640 | CRCP-40641 | 25位           |
| 2nd        | 2024年2月14日 | Welcome to Humarhythm | KDHR-91001 | KDHR-91002 | TBA            |

#### ミニアルバム
|                | 発売日        | タイトル    | 規格品番       | 規格品番   | 規格品番   | オリコン 最高位 |
| 限定盤(TYPE-A) | 発売日        | タイトル    | 限定盤(TYPE-B) | 通常盤     |            | オリコン 最高位 |
| -------------- | ------------- | ----------- | -------------- | ---------- | ---------- | --------------- |
| 1st            | 2020年3月25日 | KDHR        | CRCP-40600     | CRCP-40601 | CRCP-40602 | 14位            |
| 2nd            | 2020年10月7日 | POWER CHORD | CRCP-40608     | CRCP-40609 | CRCP-40610 | 13位            |

#### その他アルバム
|            | 発売日         | タイトル    | 規格品番   | オリコン最高位 |
| ---------- | -------------- | ----------- | ---------- | -------------- |
| リミックス | 2022年1月26日  | KDHRemix    | CRCP-40634 | 80位           |
| 会場限定   | 2023年3月4日～ | MY CREATIVE |            |                |

### キャラクターソング
| 発売日         | 商品名                                                                   | 歌 | 楽曲                                                | 備考                                                                                  |
| -------------- | ------------------------------------------------------------------------ | --- | --------------------------------------------------- | ------------------------------------------------------------------------------------- |
| 2007年2月21日  | 「のだめオーケストラ」STORY!                                             | ごろ太（工藤晴香）、プリリン（川上とも子）、カズオ（芝原チヤコ）、リオナ（釘宮理恵）、マイケル（大山鎬則）                                   | 「プリごろ太マーチ」                                | テレビドラマ『のだめカンタービレ』劇中歌                                              |
| 2011年3月2日   | THE BEST: TALES OF THE WORLD RADIANT MYTHOLOGY Plus                      | パスカ・カノンノ（工藤晴香） | 「ラヴ・ビート」 「紙ヒコーキ」                     | ゲーム『テイルズ オブ ザ ワールド レディアント マイソロジー』関連曲                   |
| 2012年5月23日  | Party! Love Beat!/想っている ずっと…                                     | パスカ・カノンノ（工藤晴香）、カノンノ・イアハート（伊藤かな恵）、カノンノ・グラスバレー（平野綾）                                           | 「Party! Love Beat!」                               | ゲーム『テイルズ オブ ザ ワールド レディアント マイソロジー』関連曲                   |
| 2012年7月18日  | 戦国コレクション キャラクターソングコレクション Vol.03                   | 識神・平賀源内（工藤晴香） | 「明日へファイト OH!」                              | テレビアニメ『戦国コレクション』関連曲                                                |
| 2014年11月28日 | キャプテン・アース Blu-ray、DVD Vol.5 初回生産限定盤特典CD               | セツナ（工藤晴香） | 「永遠なるセツナ」                                  | テレビアニメ『キャプテン・アース』挿入歌                                              |
| 2015年11月25日 | Don't Look Back                                                          | ラミーラビリンス | 「Don't Look Back」                                 | テレビアニメ『カードファイト!! ヴァンガードG ギアースクライシス編』エンディングテーマ |
| 2015年11月25日 | Don't Look Back                                                          | ラミーラビリンス | 「フレンズ」                                        | テレビアニメ『みにヴぁん 二期』エンディングテーマ                                     |
| 2016年11月23日 | Wing of Image                                                            | ラミーラビリンス | 「Wing of Image」                                   | テレビアニメ『カードファイト!! ヴァンガードG NEXT』エンディングテーマ                 |
| 2016年11月23日 | Wing of Image                                                            | ラミーラビリンス | 「NEXT IMAGE×NEXT STAGE」                           | テレビアニメ『カードファイト!! ヴァンガードG NEXT』関連曲                             |
| 2019年2月27日  | プラチナ・フォルテ                                                       | シークフェルト音楽学院 | 「プラチナ・フォルテ」 「ディスカバリー！」         | ゲーム『少女☆歌劇 レヴュースタァライト -Re LIVE-』関連曲                              |
| 2019年10月16日 | 少女☆歌劇 レヴュースタァライト レヴューアルバム ラ・レヴュー・エターナル | 天堂真矢（富田麻帆）、大場なな（小泉萌香）、鳳ミチル（尾崎由香）、鶴姫やちよ（工藤晴香）、胡蝶静羽（佐々木未来）、恵比寿つかさ（加藤英美里） | 「裏切りのクレタ」                                  | ゲーム『少女☆歌劇 レヴュースタァライト -Re LIVE-』関連曲                              |
| 2022年4月20日  | Delight to me！【Delight ver.】                                          | シークフェルト音楽学院 | 「Delight to me！」                                 | 舞台『少女☆歌劇 レヴュースタァライト -The LIVE エーデル- Delight』関連曲              |
| 2022年4月20日  | Delight to me！【Delight ver.】                                          | シークフェルト音楽学院、青嵐総合芸術院、西條クロディーヌ（相羽あいな)、夢大路文（倉知玲鳳)、胡蝶静羽（佐々木未来)                            | 「Everlasting Show to the SHOW！」                  | 舞台『少女☆歌劇 レヴュースタァライト -The LIVE エーデル- Delight』関連曲              |
| 2022年4月20日  | Delight to me！【エーデル ver.】                                         | シークフェルト音楽学院 | 「Everlasting Show to the SHOW！〜エーデル ver.〜」 | 舞台『少女☆歌劇 レヴュースタァライト -The LIVE エーデル- Delight』関連曲              |
| 2022年9月21日  | レヴューアルバム アルカナ・アルカディア                                  | 鶴姫やちよ（工藤晴香）、天堂真矢（富田麻帆）、大月あるる（潘めぐみ）、愛城華恋（小山百代）                                                   | 「星の少女、月に少女」                              | ゲーム『少女☆歌劇 レヴュースタァライト -Re LIVE-』関連曲                              |
| 2023年5月1日   | とーがね！おまつり部 Original Sound Track (仮)                           | 栃野みのり（CV：工藤晴香） | 「おどりゃんせ」                                    | テレビアニメ『とーがね！おまつり部』オープニングテーマ                                |
| 2025年6月17日  | 猫の探偵物語「ネコたん！～猫町怪異奇譚～」                               | 財部梨杏（工藤晴香）、迷路ソマリ（伊達さゆり））                                                                                             | 「舞踏の影法師」                                    | 猫の探偵物語「ネコたん！～猫町怪異奇譚～」劇中歌                                      |

## ライブ・イベント

### ワンマンライブ
| 年     | タイトル                                           | 会場 |
| ------ | -------------------------------------------------- | --- |
| 2021年 | MUSIKDHR ～Road to ROCK STAR〜                     | 3月6日 Zepp Haneda |
| 2021年 | MUSIKDHR 〜Adventure of My Tape〜                  | 3月14日 KT Zepp Yokohama |
| 2021年 | PLANET SUMMER                                      | 7月25日 Zepp Haneda |
| 2021年 | MAGICAL ROCK CITY                                  | 9月23日 Zepp DiverCity |
| 2022年 | Vogel 1部：-Under the Sun- 2部：-Cry for the Moon- | 5月4日 豊洲PIT |
| 2022年 | Doomsday Showcase                                  | 12月29日 豊洲PIT |
| 2023年 | KD-HRColoful Orchestra Tour                        | 3月4日 京都FANJ 3月5日 ESAKA MUSE 3月10日 Electric Lady Land 3月11日 LIVE ROXY SHIZUOKA 3月21日 HEAVEN'S ROCK 熊谷 VJ-1 3月24日 仙台マカナ 3月25日 札幌BESSIE HALL 4月7日 岡山IMAGE 4月8日 福岡Qublick 4月15日 横浜Bay Hall 10月22日 新栄シャングリラ ※追加公演 11月17日 神戸VARIT. ※追加公演 11月18日 広島Live space Reed ※追加公演 12月1日 福岡INSA ※追加公演 12月2日 梅田バナナホール ※追加公演 |
| 2024年 | Revenge My Blaze                                   | 3月30日 新宿BLAZE |
| 2024年 | Let's go!! KDHALAND☆                               | 11月16日 心斎橋SUNHALL |

### 単独イベント
| 年     | タイトル                                                                                        | 日程・会場                                   | 備考                                                                                |  |
| ------ | ----------------------------------------------------------------------------------------------- | -------------------------------------------- | ----------------------------------------------------------------------------------- |  |
| 2018年 | 工藤晴香バースデーイベント『くどはるーむ』                                                      | 3月18日 杉並区立勤労福祉会館                 | 自身初の単独イベント。大塚紗英がゲスト出演した。                                    |  |
| 2018年 | 工藤晴香ファンミーティング『くどはるーむ vol.2 ～宇宙警察からの退去命令により引っ越しました～』 | 8月25日 成城ホール                           | 第1部に中島由貴、第2部に櫻川めぐがゲスト出演した。                                  |  |
| 2018年 | 工藤晴香ファンミーティング『くどはるーむ番外編 ～TOKYOくどはるコレクション～』                  | 11月30日 山野ホール                          | 第1部に佐々木未来と吉田有里、第2部に櫻川めぐと秦佐和子がゲスト出演した。            |  |
| 2019年 | 工藤晴香ファンミーティング『くどはるーむ 〜スター誕生？〜』                                     | 6月1日 品川インターシティホール              | 第1部に愛美と秦佐和子、第2部に相羽あいなと志崎樺音がゲスト出演した。                |  |
| 2019年 | 工藤晴香FC限定イベント『くどはるーむ 〜ルームキーお渡し会〜』                                   | 11月10日 都内某所                            | 公式ファンクラブ「KDHR Apartment」会員限定イベント。                                |  |
| 2021年 | くどはるーむ ～PLANET910へ空の旅～                                                              | 3月6日 Zepp Haneda、3月14日 KT Zepp Yokohama | 追加公演。大塚紗英と岡田夢以がゲスト出演した。                                      |  |
| 2021年 | くどはるーむ ～BIRTHDAY PARTY & MY VOICE MY LIVE～                                              | 3月14日 KT Zepp Yokohama                     | バースデーイベント。トーク＆ミニライブの2部制であった。相羽あいながゲスト出演した。 |  |
| 2021年 | くどはるーむ 〜summer vacation〜                                                                | 7月25日 Zepp Haneda                          | 降幡愛がゲスト出演した。                                                            |  |
| 2021年 | くどはるーむ 〜Space Diver〜                                                                    | 9月23日 Zepp DiverCity                       | 小澤亜李がゲスト出演した。                                                          |  |
| 2021年 | Xmas online 住人MTG                                                                             | 12月25日 Zoom                                | FC会員のみが参加できるオンラインミーティングであった。                              |  |
| 2022年 | くどはるーむ                                                                                    | 12月29日 豊洲PIT                             | 相羽あいなとDJくどはるがゲスト出演した。                                            |  |
| 2023年 | くどはるーむ                                                                                    | 4月15日 横浜Bay Hall                         | 倉知玲鳳と遠野ひかるがゲスト出演した。                                              |  |
| 2024年 | くどはるーむ 〜Birthday Party〜                                                                 | 3月30日 新宿BLAZE                            | 櫻川めぐがゲスト出演した。                                                          |  |
| 2024年 | PLANET910 ボウリング大会                                                                        | 7月20日 都内某所(渋谷近郊)                   | FC会員のみが参加できる                                                              |  |
| 2024年 | SEYAKATEくどはるーむ                                                                            | 11月16日 心斎橋SUNHALL                       |                                                                                     |  |
| 2024年 | 工藤晴香と行く！ひらパーツアー                                                                  | 11月17日 大阪府近郊                          |                                                                                     |  |
| 2025年 | 工藤晴香のくどはるスタジオ『東京くどスタコレクション2025』                                      | 1月18日 高田馬場BSホール                     | 第一部ゲスト: 駒形友梨さん、第二部ゲスト: 佐藤日向さん                              |  |
| 2025年 | 「KDHR Apartment 住人集会」                                                                     | 6月7日 都内某所                              | FC会員のみが参加できる                                                              |  |
| 2025年 | 『工藤晴香 北京粉丝见面会』                                                                     | 8月2日 北京·五棵松•爱乐汇艺术空间            | 初海外ファンミーティング                                                            |  |

### 合同ライブ・その他イベント
| 出演日                | タイトル                                                                                               | 会場                                                   | 備考                                                     |
| --------------------- | --- | ------------------------------------------------------ | -------------------------------------------------------- |
| 2014年9月7日          | TVアニメ「キャプテン・アース」スペシャルイベント“最終回目前！ミッドサマーズ・カーニバル！              | オリンパスホール八王子                                 |                                                          |
| 2015年10月18日        | ブシロード WGP2015大阪                                                                                 | ハナミズキホール                                       | 弓月ルーナ役の声優の出演。                               |
| 2015年11月21日        | ブシロード WGP2015金沢                                                                                 | 金沢流通会館                                           | 弓月ルーナ役の声優の出演。                               |
| 2015年12月13日        | ミルキィホームズ Presents ブシロードライブ 2015                                                        | 有明コロシアム）                                       | ラミーラビリンス名義での出演                             |
| 2016年4月30日、5月1日 | 大ヴァンガ祭＆大バディ祭２０１６                                                                       | 東京ビッグサイト 西3・4ホール                          | ラミーラビリンス名義での出演                             |
| 2016年6月5日          | BCF2016                                                                                                | 博多 南近代ビル3F                                      | 弓月ルーナ役の声優の出演。                               |
| 2016年7月31日         | BCF2016                                                                                                | 名古屋ポートメッセなごや 第3展示館                     | 弓月ルーナ役の声優の出演。                               |
| 2017年7月1、2日       | Vanguard & Buddyfight Grand Festival                                                                   | Long Beach Convention & Entertainment Center           | ラミーラビリンス名義での海外出演                         |
| 2018年9月23日         | 工藤晴香がYATTEKURU                                                                                    | あるあるCityB1Fスタジオ                                |                                                          |
| 2018年12月26日        | Ace Crew Entertainment Presents 「Live Crew」                                                          | EX THEATER ROPPONGI:〒106-0031 東京都港区西麻布1－2－9 | 総合MCでの出演。                                         |
| 2019年3月17日         | 東京激ロックDJパーティーSPECIAL EDGE-CRUSHER Vol.133 & clubasia 23rd ANNIVERSARY                       | 渋谷clubasia                                           | DJくどはる名義での出演。                                 |
| 2019年3月31日         | 三陸コネクトフェスティバル2019                                                                         | 大槌町中央公民館・大槌町城山公園体育館                 |                                                          |
| 2019年10月20日        | 「テイルズ オブ オーケストラコンサート 2019 ～BRASS BAND EDITION～」                                   | パシフィコ横浜                                         | パスカ・カノンノ役の声優の出演。                         |
| 2020年12月13日        | 京 Premium Live 2020                                                                                   | ロームシアター京都                                     | ソロ名義としては同イベントが初のパフォーマンスとなった。 |
| 2022年3月6日          | EJ My Girl Festival 2022                                                                               | 舞浜アンフィシアター                                   |                                                          |
| 2023年6月24日         | Voice of Symphonic Vol.2 駒形友梨「Yuri Komagata Amazing Symphony」                                    | 紀尾井ホール                                           | ゲストの出演。                                           |
| 2024年6月1日、2日     | Tales of Festival 2024 テイルズ オブ フェスティバル 2024                                               | 横浜アリーナ                                           | パスカ・カノンノ役の声優の出演。                         |
| 2024年8月30日         | Animelo Summer Live 2024 -Stargazer- LIVE DAM AiR Presents「カラオケ戦隊声優ジャー」スペシャルステージ | アニサマ外会場のけやきひろば                           |                                                          |
| 2025年1月25日         | 工藤晴香と降幡愛がYATTEKURU                                                                            | あるあるCity 7Fホール (福岡県)                         |                                                          |
| 2025年3月29日         | DAM★とも×DAMアニメ部 DAMアニカラFes!!2025                                                              | アニメイトシアター（アニメイト池袋本店 北館B2F ）      |                                                          |
| 2025年10月19日        | 超吟醸祭 powered by SIPORY                                                                             | Hareza池袋 中池袋公園                                  |                                                          |
| 2026年1月25日         | JR東海 presents 出発進行！バンドリ！10周年記念トークジャーニー！                                       | 日経ホール                                             | 氷川紗夜役の声優の出演。                                 |

## 書籍

### 写真集
- 910hr[153]（2018年12月14日発売、講談社）ISBN 978-4-06-514230-1

- Roselia 1st写真集Ehre (氷川紗夜，2018年08月31日) [154]

### 雑誌掲載（抜粋）
- 『ピュアピュア/pure2』（英知出版）2004年6月号（Vol.24）
- 『memew』（近代映画社）Vol.19（2004年8月10日）
- 『Seventeen』（集英社）別冊ふろく 夏のショートヘアオーダーBOOK（2004年7月）
- 『CONTINUE SPECIAL 特集 ハチミツとクローバー』（太田出版）2005年6月17日
- 『VOICHA!』（主婦の友インフォス）Vol.1, Vol.2（付録DVD）
- 『声優グランプリ』（主婦の友インフォス）2006年7月号、2019年4月号 ほか
- 『GiGS』（シンコーミュージック）2018年6月号、2018年7月号、2019年3月号、2020年5月号、2021年7月号 ほか（Roselia名義）[155]
- 『Ani-PASS』（シンコーミュージックMOOK）#01、#07、Special Edition ほか
- 『My Girl』（KADOKAWA）vol.24、vol.25
- 『声優パラダイスR』（秋田書店）vol.26 ～ vol.50（2018年〜2022年）[156]
- 『VOICE BRODY』（白夜書房）vol.3、vol.7、vol.8、vol.11
- 『激ロック』（激ロックエンタテインメント）2020年10月号、2021年1月号、2021年4月号
- 『bounce』（タワーレコード）460号（2022年3月）
- 『VOICE OVER girl's 創刊号』(2019年4月19日) [157]
- 『Guitar Magazine LaidBack』（リットーミュージック）Vol.9（2022年3月 表紙・巻頭）

※上記は代表的な掲載例。その他の詳細は工藤晴香雑誌出演記録（個人サンドボックス）を参照。

### シリーズ一覧
1. ↑  第1期（2005年）、『II』（第2期、2006年）
2. ↑  第1期（2007年）、『ショコラ!』（第2期、2008年）
3. ↑  第1期、第2期『2』
4. ↑  第1期（2014年 - 2015年）、第2期『ギアースクライシス編』（2015年 - 2016年）、第3期『ストライドゲート編』（2016年）、第4期『NEXT』（2016年 - 2017年）、第5期『Z』（2017年 - 2018年）
5. ↑  第2期（2016年）、第3期（2019年）
6. ↑  第1期（2017年）、第2期『2nd Season』[32]（2019年）、第3期『3rd Season』（2020年）、『ガルパ5周年記念アニメ』（2022年）
7. ↑  第1期（2018年）、第2期『大盛り』[34]（2020年）、第3期『ふぃーばー！』[35]（2021年）
8. ↑  『FILM LIVE』、『FILM LIVE 2nd Stage』
9. ↑  前編『I.約束』、後編『II.Song I am.』

### ユニットメンバー
1. ↑  アム（愛美）、ルーナ（工藤晴香）
2. 1 2 3 4  雪代晶（野本ほたる）、鳳ミチル（尾崎由香）、リュウ・メイファン（竹内夢）、鶴姫やちよ（工藤晴香）、夢大路栞（遠野ひかる）
3. ↑  柳小春（七木奏音）、南風涼（佃井皆美）、穂波氷雨（門山葉子）